# Cuencas costeras entre quebrada La Negra y quebrada Pan de Azúcar
Cuencas costeras entre quebrada La Negra y quebrada Pan de Azúcar es el nombre dado en 1978 al ítem 029 del inventario de cuencas de Chile (BNA) que reúne a varias cuencas costeras exorreicas casi siempre secas ubicadas en la Región de Antofagasta. Abarca un área de 16.898 km².
El inventario de cuencas de Chile (DARH) lo consigna con el código 0209 y lo llama "Cuencas Costeras Sur Ciudad Antofagasta". La redefinición de las cuencas de Chile ha cambiado considerablemente el área abarcada por este grupo, y ha agregado un nuevo ítem DARH, el 0208 cuenca Quebrada La Negra, entre los ítems BNA 028 y 029.
|  |  |

## Límites y relieve

Distribución de comunas/departamentos (rojo) y cuencas/ítems (azul) en torno al ítem 029 (verde) del inventario BNA de cuencas de Chile.

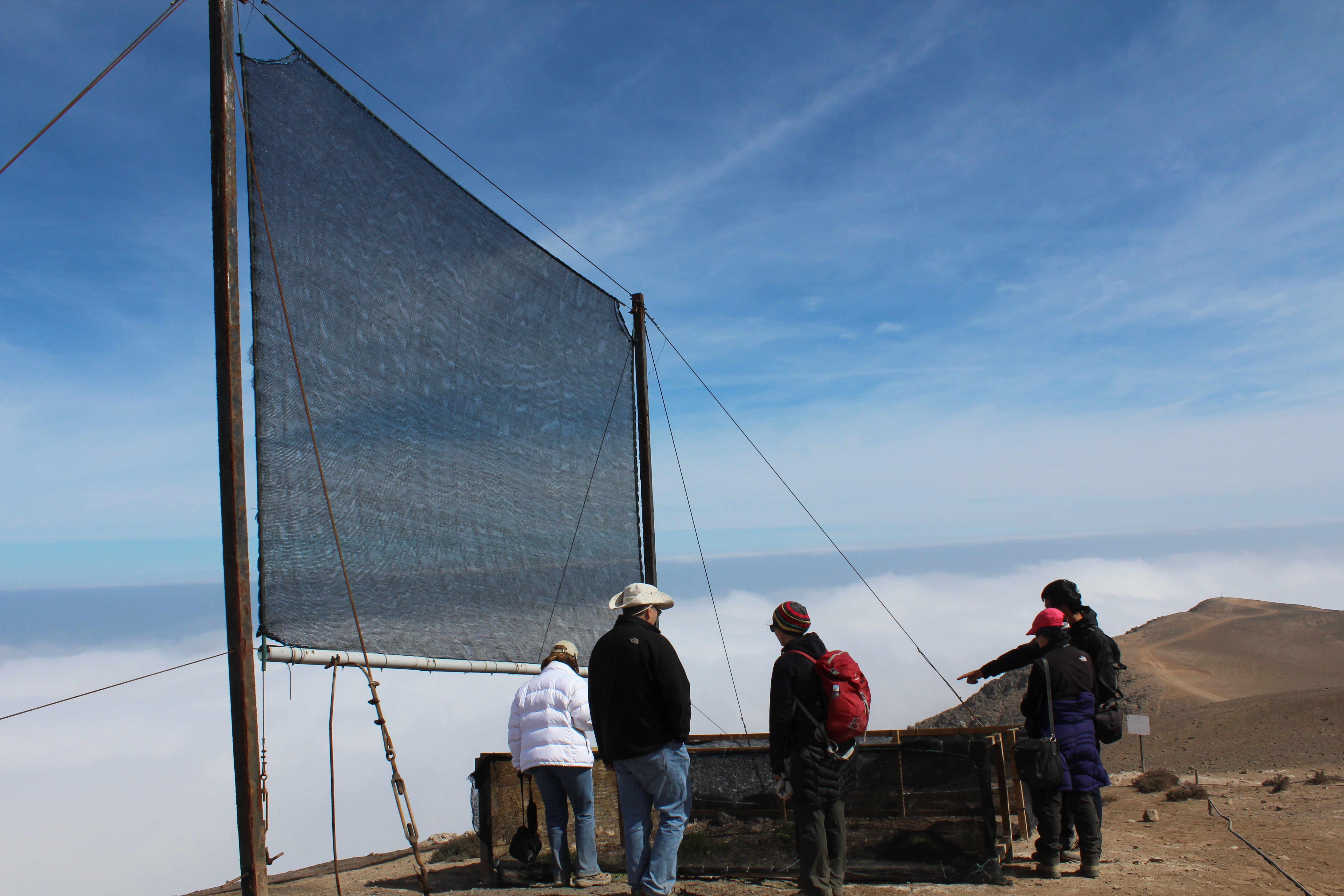
Atrapanieblas en Alto Patache.

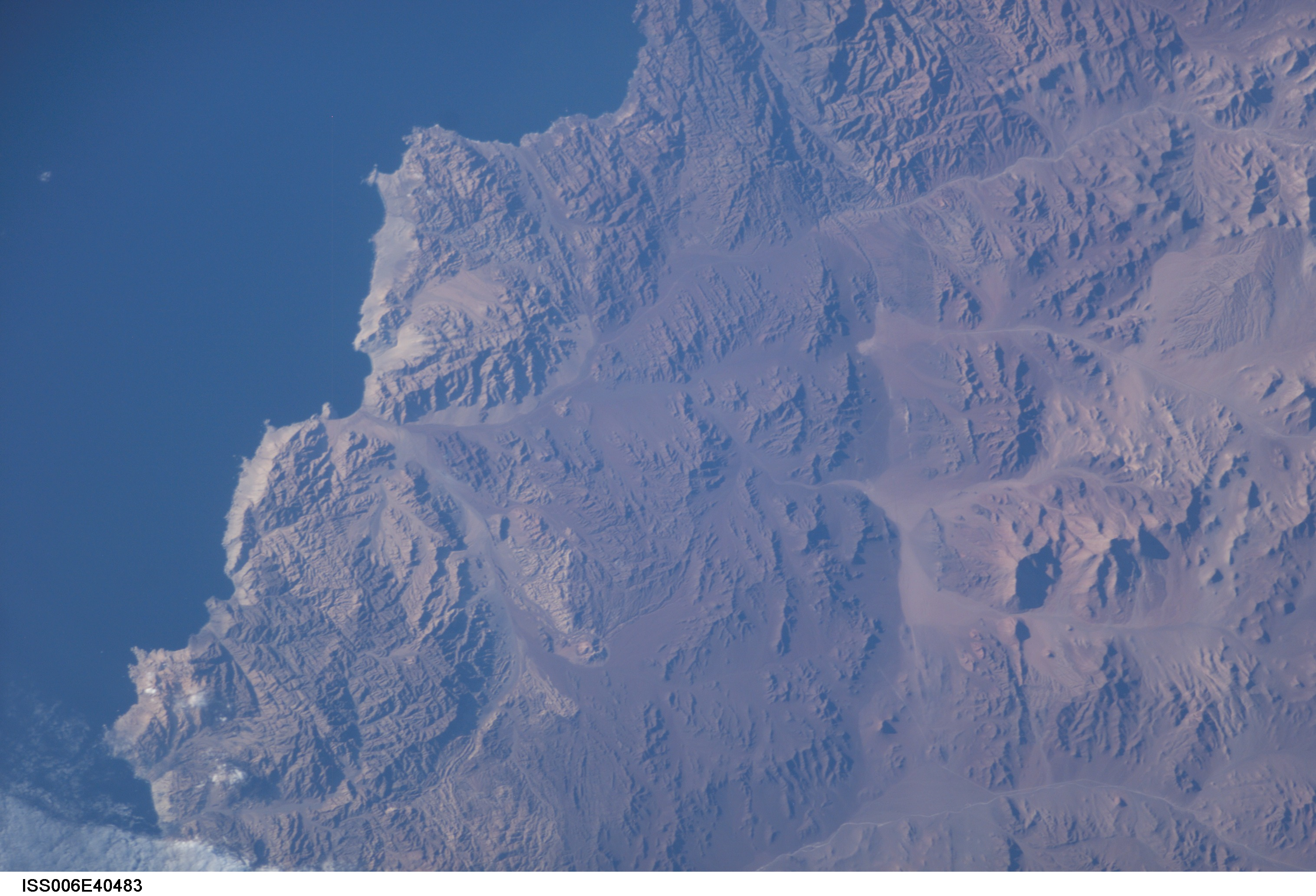
Foto satelital de la zona costera al sur de Taltal. En el extremo inferior izquierdo aparecen Punta Ballena y Punta Ballenita.

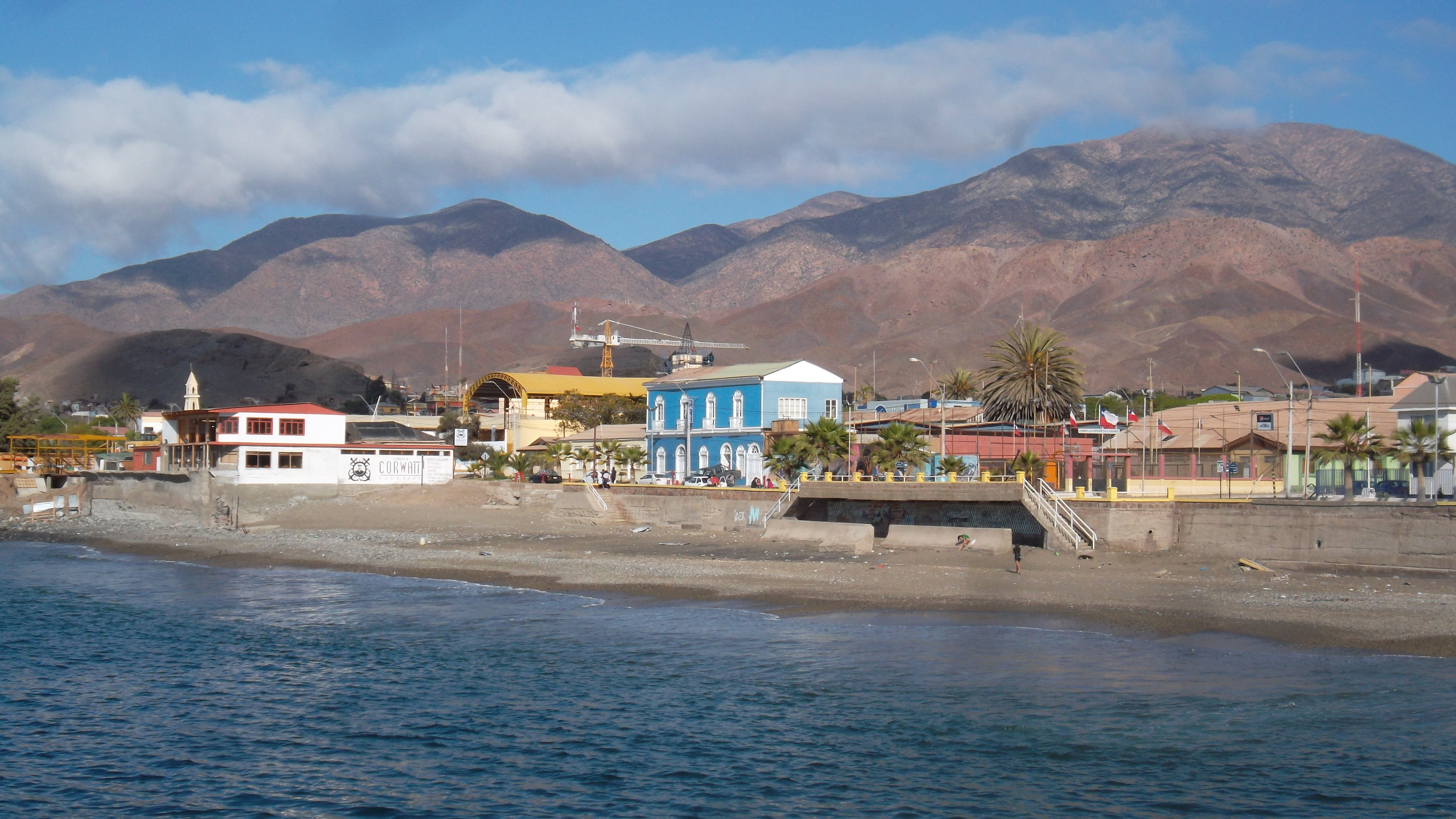
La ciudad de Taltal se encuentra en el medio del litoral de la cuenca.

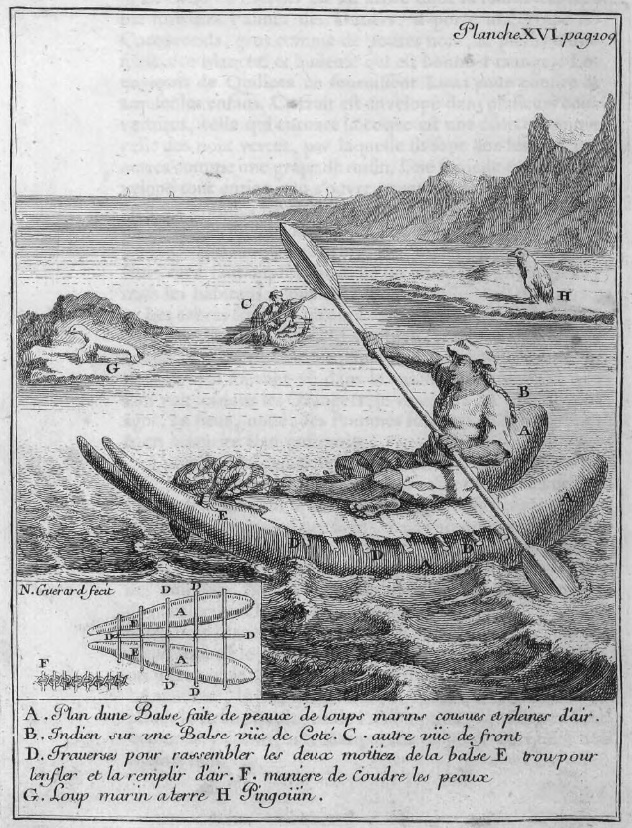
Sus habitantes crearon medios de transporte marítimos aun a falta de maderas: balsa de cuero de lobo.

El ítem 029 limita al norte con la quebrada La Negra, a oriente con las Cuencas endorreicas Salar Atacama-Vertiente Pacífico y las cuencas endorreicas entre frontera y vertiente del Pacífico y al sur con las Cuencas costeras quebrada Pan de Azúcar-río Salado (Chañaral)
Su extremo septentrional alcanza la ciudad de Antofagasta con una latitud sur de 23°38′47″, su extremo sur es cercano al paralelo 26°S. Al oriente alcanza hasta aproximadamente el meridiano 69°W.
El ítem 029 tiene la forma de un triángulo, con su vértice superior al sur de la ciudad de Antofagasta, un lado que es la costa del océano Pacífico y un ancho de este a oeste que se extiende cada vez más hacia la cordillera de Los Andes a medida que avanza hacia el sur, hasta formar la base del triángulo sobre la quebrada Pan de Azúcar. Esta forma es el resultado del paulatino ensanchamiento de la cordillera de la costa hasta alcanzar las estribaciones de la cordillera de los Andes, cerrando así el paso a la depresión intermedia y comenzando los valles transversales que dominan el relieve de Chile hasta el sur de la cuenca del río Aconcagua.

## Población
El 99,776% del ítem esta sobre territorio de la provincia de Antofagasta de la Región de Antofagasta, con un 12% en la comuna homónima y un 88% en la Comuna de Taltal. Menos del 0.1% se encuentra entre las comunas de Chañaral y Diego de Almagro de la Región de Atacama.
El ítem alcanza la parte sur de la ciudad de Antofagasta. Más al sur se ubica Coloso, y en el extremo sur del ítem, Taltal. Finalmente, Caleta Cifuncho y Paposo, un pequeño poblado de 258 personas: 129 . Cifuncho es una caleta de pescadores con cerca de 50 habitantes y sin agua potable.
El agua potable de Taltal se obtiene de un sector llamado Agua Verde, a unos 67 km al oeste de la ciudad, desde donde es transportada por viaducto a la ciudad, desinfectada y tratada para disminuir la concentración de arsénico.: 129  También esta en funcionamiento una planta desaladora (ver más abajo).

## Subdivisiones
La Dirección General de Aguas subdivide o reúne las cuencas de Chile acorde a las necesidades de estudio y gestión. Existen dos inventarios que han logrado ser aceptados como principales, el inventario de cuencas del Banco Nacional de Aguas (BNA) de 1978, de mayor uso, y el inventario de cuencas del Departamento de Administración de Recursos Hídricos (DARH) de 2014 de mejor cartografía que ha obligado a redefinir algunos límites, a veces con cambios mayores, pero también por algunas redefiniciones del concepto de subcuenca.
El inventario BNA subdivide el ítem en:
| Cuenca | Subcuenca | Subsubcuenca | Aguas                                                                    | Área drenaje km² | Observaciones |
| ------ | --------- | ------------ | ------------------------------------------------------------------------ | ---------------- | ------------- |
| 029    | 0290      | 02900        | Quebradas Entre Quebrada La Negra y Quebrada de Remedios                 | 740              |               |
| 029    | 0291      | 02910        | Quebrada de Remedios (Inclusive) y Quebrada de Izcugna (Inclusive)       | 1660             |               |
| 029    | 0292      | 02920        | Quebradas Entre Quebrada de Izcugna y Quebrada de Guanillos (Inclusive)  | 1776             |               |
| 029    | 0293      | 02930        | Quebradas Entre Quebrada de Guanillos y Quebrada de Taltal               | 3079             |               |
| 029    | 0294      | 02940        | Quebrada Yerba Buena                                                     | 1788             |               |
| 029    | 0294      | 02941        | Quebrada del Chaco                                                       | 1291             |               |
| 029    | 0294      | 02942        | Quebrada Taltal Entre Quebrada del Chaco y Bajo Junta Quebrada Corcovado | 1346             |               |
| 029    | 0294      | 02943        | Quebrada Taltal Entre Quebrada Corcovado y Desembocadura                 | 1307             |               |
| 029    | 0295      | 02950        | Costeras Entre Quebrada Taltal y Quebrada de la Cachina                  | 1554             |               |
| 029    | 0296      | 02960        | Quebrada de la Cachina                                                   | 2357             |               |
| total: | 7         | 10           | Región: II (100%) / Tipo: Exorreica / Desemb.: Océano Pacífico           | 16898            |               |

El inventario DARH utiliza la partición:
| Código     | Nombre                                  | Código en mapa                          | Tipología de cuenca                     | Vertiente de cuenca                     | Origen de cuenca                        | Temperatura media anual (C°)            | Temperatura máxima (C°)                 | Temperatura mínima (C°)                 | Precipitación anual (mm)                | Número de estaciones fluviométricas     | Número de estaciones pluviométricas     | Área (km²)                              |
| ---------- | --------------------------------------- | --------------------------------------- | --------------------------------------- | --------------------------------------- | --------------------------------------- | --------------------------------------- | --------------------------------------- | --------------------------------------- | --------------------------------------- | --------------------------------------- | --------------------------------------- | --------------------------------------- |
| 0209       | Cuencas costeras sur ciudad Antofagasta | Cuencas costeras sur ciudad Antofagasta | Cuencas costeras sur ciudad Antofagasta | Cuencas costeras sur ciudad Antofagasta | Cuencas costeras sur ciudad Antofagasta | Cuencas costeras sur ciudad Antofagasta | Cuencas costeras sur ciudad Antofagasta | Cuencas costeras sur ciudad Antofagasta | Cuencas costeras sur ciudad Antofagasta | Cuencas costeras sur ciudad Antofagasta | Cuencas costeras sur ciudad Antofagasta | Cuencas costeras sur ciudad Antofagasta |
| 020900     | Quebrada Las Canas                      | 0                                       | Exorreica                               | Pacífico                                | Pluvial                                 | 15.6                                    | 24.6                                    | 6.6                                     | 5.7                                     | 0                                       | 0                                       | 2005.8                                  |
| 020901     | Quebrada Paposo                         | 0                                       | Exorreica                               | Pacífico                                | Pluvial                                 | 13.9                                    | 23.5                                    | 3.7                                     | 7.4                                     | 0                                       | 0                                       | 2184.9                                  |
| 020902     | Quebrada Matancilla                     | 0                                       | Exorreica                               | Pacífico                                | Pluvial                                 | 16.1                                    | 25.6                                    | 6.1                                     | 10.7                                    | 0                                       | 0                                       | 340.7                                   |
| 020903     | Quebrada Bandurrias                     | 0                                       | Exorreica                               | Pacífico                                | Pluvial                                 | 15.5                                    | 25.4                                    | 4.8                                     | 9.0                                     | 0                                       | 0                                       | 976.8                                   |
| 020904     | Quebrada Agua de Cascabeles             | 0                                       | Exorreica                               | Pacífico                                | Pluvial                                 | 16.6                                    | 26.6                                    | 5.7                                     | 9.7                                     | 0                                       | 0                                       | 1344.2                                  |
| 020905     | Quebrada San Ramón                      | 0                                       | Exorreica                               | Pacífico                                | Pluvial                                 | 16.9                                    | 26.3                                    | 6.9                                     | 11.5                                    | 0                                       | 0                                       | 284.4                                   |
| 02090600   | Quebrada Taltal                         | 10                                      | Exorreica                               | Pacífico                                | Pluvial                                 | 13.6                                    | 23.0                                    | 3.4                                     | 12.8                                    | 0                                       | 3                                       | 3333.1                                  |
| 0209060000 | Quebrada Corcovado                      | 11                                      | Exorreica                               | Pacífico                                | Pluvial                                 | 14.0                                    | 23.1                                    | 3.8                                     | 9.8                                     | 0                                       | 0                                       | 813.6                                   |
| 0209060001 | Quebrada Vaquillas                      | 12                                      | Exorreica                               | Pacífico                                | Pluvial                                 | 10.7                                    | 19.8                                    | 0.6                                     | 12.1                                    | 0                                       | 0                                       | 813.5                                   |
| 0209060002 | Quebrada el Guanaco                     | 13                                      | Exorreica                               | Pacífico                                | Pluvial                                 | 13.4                                    | 22.9                                    | 2.7                                     | 8.6                                     | 0                                       | 0                                       | 919.4                                   |
| 020907     | Quebrada Cifuncho                       | 0                                       | Exorreica                               | Pacífico                                | Pluvial                                 | 17.3                                    | 26.2                                    | 8.1                                     | 14.5                                    | 0                                       | 0                                       | 1498.1                                  |
| 020908     | Quebrada de la Cachina                  | 0                                       | Exorreica                               | Pacífico                                | Pluvial                                 | 16.5                                    | 25.7                                    | 6.7                                     | 11.9                                    | 0                                       | 1                                       | 2364.1                                  |

## Hidrología
Para el litoral entre Pisagua y Chañaral, una zona arreica, se debe considerar el importante aporte de las neblinas al ciclo del agua y al mantenimiento de la vida. Esta zona ha sido habitada por el hombre desde hace 12.000 años. Para la franja costera se tiene un promedio de 103 días de nublado completo al año y el resto, de nublado parcial creando de esa manera una exuberante vegetación en las laderas occidentales de la cordillera de la Costa favorecidas por la neblina, entre los 800 y los 1000 m s. n. m. Con atrapanieblas se podría obtener el equivalente a 110 mm de precipitaciones anuales, lo que es más de lo que se mide, por ejemplo, en la ciudad de La Serena.
El artículo citado señala que en la franja costera se contabilizaron 62 aguadas entre la desembocadura del río Loa hasta la quebrada Pan de Azúcar: entre Tocopilla y Mejillones 14, en la Península de Mejillones 1, en Antofagasta 2; entre Botija y Paposo 24, entre Paposo y Taltal 16, al sur de Taltal 5.
Un estudio postula que los manantiales que se encuentran en la zona costera del norte de Chile con excepción de "Las Vertientes", no son producto de trasvase subterráneo desde cuencas cordilleranas, sino salidas de acumulaciones locales anteriores a la época seca que actualmente tiene el norte. Entre otros manantiales, el estudio cuantifica los manantiales de La Chimba, Cuncun, y Panul, todos en el ítem 029, con 19 m³/día, 13 m³/día y 14 m³/día respectivamente.
Si bien la zona registra pocas lluvias, de 0 a 100 mm anuales, en los mapas se muestran afloramientos de agua en varias partes, bajo el nombre "aguadas".
Algunas de las mencionadas por Luis Risopatrón son:
- Tipias (Agua de las). 25° 26' 70° 28' Tiene vegas i revienta en la quebrada del mismo nombre, en la parte SSE. del cerro Perales, al E.del pueblo de Taltal. 152; i 161, II, p. 189; de las Tipies en 133, carta de Moraga (1916); i 137, carta ni de Darapskv (1900); i quebrada de Tipia en 99, p. 223: 882 
- Tórtolas (Agua de las). 25° 33' 70° 42' Es escasa, de regular calidad i revienta cerca de la costa, en una quebrada que corre al E de la punta del mismo nombre. 98, iii, p. 120; 128; i 156.: 893 
- Tigrillo (Aguada del) 25° 51' 70° 46' En piques de 5 m de proíundidad, se encuentra en la playa de la caleta, del misino nombre, al nivel del mar, en la desembocadura de la quebrada de la misma denominación. 98. iii. p. 121; del Triguillo en 161, ii, p. 176; i paraje Tinguirillo en 155. p. 88.: 879 
- Miguel Díaz (Aguada de) 24° 36' 70° 33'. Es escasa, algo salada, revienta a 280 m de altitud en una quebrada árida, que contiene cortas vegas de buenos pastos i desemboca en la ribera del mar, a poca distancia al SE de la punta de la misma denominación; del nombre de un individuo que ocupaba por el año de 1679, un paraje próximo a la playa. 1, VII, p. 135; i XX, p. 179; 98, III, p. 119; 99, p. 17; 150, p. 27; M. Diaz en 98, carta de San Román (1892); i 156; i quebrada de Miguel Diaz en 100, p. 84; i 155, p. 444.: 551 

### Red hidrográfica

Diagrama unifilar de cuencas en el ítem 029.

Los cuerpos de agua considerados en esta categoría son:

### Humedales
El Ministerio del Medio Ambiente no registra humedales en las cuencas del ítem 029.

### Glaciares
El inventario público de glaciares de Chile 2022 no consigna glaciares en estas cuencas.

### Desaladoras
En Taltal opera una planta desaladora que abastece de agua potable a la parte baja de la ciudad y también una desaladora en Paposo: 129  y en Coloso una desaladora que abastece parcialmente a la Minera Escondida.

## Obras hidráulicas
Una planta de tratamiento de aguas servidas limpia las aguas de Taltal antes de ser vertidas al mar.: 129 

## Clima

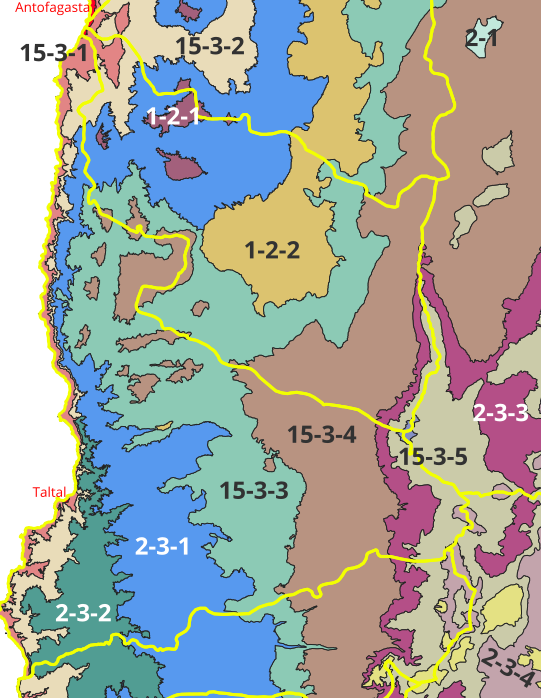
Distritos agroclimáticos en el ítem 029 del inventario BNA de cuencas de Chile según el Atlas agroclimático de Chile.

El Atlas agroclimático de Chile distingue 8 distritos climáticos en la cuenca:
- 15-3-1 Desierto con influencia marina y régimen de humedad xérico (BWnXe). La temperatura oscila entre un máximo de enero de 24,8 °C (máx de 27,1 °C y mín de 21,4 °C dentro del distrito) y un mínimo de julio de 10,4 °C (máx de 10,2 °C y mín de 7,8 °C dentro del distrito). En todo el año no tiene heladas. El periodo de temperaturas favorables a la actividad vegetativa dura 12 meses. Registra anualmente 2.487 días grado y 1 hora de frío acumulada hasta el 31 de julio. La precipitación media anual es de 10 mm y un periodo seco de 12 meses, con un déficit hídrico de 1.629 mm/año. El período húmedo dura 0 meses durante los cuales se produce un excedente hídrico de 0 mm.
- 15-3-2 Desierto con influencia marina y régimen de humedad xérico (BWnXe). La temperatura oscila entre un máximo de enero de 27,7 °C (máx de 30,2 °C y mín de 23,6 °C dentro del distrito) y un mínimo de julio de 9,1 °C (máx de 10,5 °C y mín de 5,2 °C dentro del distrito). En todo el año no tiene heladas. El periodo de temperaturas favorables a la actividad vegetativa dura 12 meses. Registra anualmente 2.788 días grado y 12 horas de frío acumuladas hasta el 31 de julio. La precipitación media anual es de 2 mm y un periodo seco de 12 meses, con un déficit hídrico de 1.828 mm/año. El período húmedo dura 0 meses durante los cuales se produce un excedente hídrico de 0 mm.
- 15-3-3 Desierto interior y régimen de humedad xérico (BWXe). La temperatura oscila entre un máximo de enero de 26,5 °C (máx de 30,4 °C y mín de 23 °C dentro del distrito) y un mínimo de julio de 3,4 °C (máx de 8,4 °C y mín de 1,5 °C dentro del distrito). Tiene un promedio de 186 días consecutivos libres de heladas. En el año se registra un promedio de 25 heladas. El periodo de temperaturas favorables a la actividad vegetativa dura 12 meses. Registra anualmente 1.769 días grado y 588 horas de frío acumuladas hasta el 31 de julio. La precipitación media anual es de 4 mm y un periodo seco de 12 meses, con un déficit hídrico de 2.155 mm/año. El período húmedo dura 0 meses durante los cuales se produce un excedente hídrico de 0 mm.
- 15-3-4 Desierto de altura y régimen de humedad xérico (BWHXe). La temperatura oscila entre un máximo de enero de 20 °C (máx de 26 °C y mín de 9 °C dentro del distrito) y un mínimo de julio de -0,1 °C (máx de 6 °C y mín de -4 °C dentro del distrito). Tiene un promedio de 0 días consecutivos libres de heladas. En el año se registra un promedio de 157 heladas. El periodo de temperaturas favorables a la actividad vegetativa dura 5 meses. Registra anualmente 700 días grado y 1.311 horas de frío acumuladas hasta el 31 de julio. La precipitación media anual es de 38 mm y un periodo seco de 12 meses, con un déficit hídrico de 2.058 mm/año. El período húmedo dura 0 meses durante los cuales se produce un excedente hídrico de 0 mm.
- 15-3-5 Estepa de altura fría con régimen de humedad xérico (BSkXe). La temperatura oscila entre un máximo de enero de 11,4 °C (máx de 20 °C y mín de 5 °C dentro del distrito) y un mínimo de julio de -7 °C (máx de -2 °C y mín de -9 °C dentro del distrito). Tiene un promedio de 0 días consecutivos libres de heladas. En el año se registra un promedio de 360 heladas. El periodo de temperaturas favorables a la actividad vegetativa dura 0 meses. Registra anualmente 81 días grado y 1.889 horas de frío acumuladas hasta el 31 de julio. La precipitación media anual es de 108 mm y un periodo seco de 12 meses, con un déficit hídrico de 1.559 mm/año. El período húmedo dura 0 meses durante los cuales se produce un excedente hídrico de 0 mm.
- 2-3-1 Desierto interior y régimen de humedad xérico (BWXe). La temperatura oscila entre un máximo de enero de 28,8 °C (máx de 31.8 °C y mín de 25 °C dentro del distrito) y un mínimo de julio de 6 °C (máx de 10 °C y mín de 4 °C dentro del distrito). Tiene un promedio de 339 días consecutivos libres de heladas. En el año se registra un promedio de 2 heladas. El periodo de temperaturas favorables a la actividad vegetativa dura 12 meses. Registra anualmente 2.490 días grado y 154 horas de frío acumuladas hasta el 31 de julio. La precipitación media anual es de 0 mm y un periodo seco de 12 meses, con un déficit hídrico de 2.018 mm/año. El período húmedo dura 0 meses durante los cuales se produce un excedente hídrico de 0 mm.
- 2-3-2 Desierto con influencia marina y régimen de humedad xérico (BWnXe). La temperatura oscila entre un máximo de enero de 28,2 °C y un mínimo de julio de 7,3 °C. Tiene un promedio de 345 días consecutivos libres de heladas. En el año se registra un promedio de 0 heladas. El período de temperaturas favorables a la actividad vegetativa dura 12 meses. Registra anualmente 2.417 días grado y 80 horas de frío acumuladas hasta el 31 de julio. La precipitación media anual es de 6 mm y un período seco de 12 meses, con un déficit hídrico de 1.757 mm/año. El período húmedo dura 0 meses durante los cuales se produce un excedente hídrico de 0 mm.
- 2-3-3 Estepa de altura fría con régimen de humedad xérico (BSkXe). La temperatura oscila entre un máximo de enero de 15,4 °C y un mínimo de julio de -4 °C. Tiene un promedio de 0 días consecutivos libres de heladas. En el año se registra un promedio de 321 heladas. El período de temperaturas favorables a la actividad vegetativa dura 0 meses. Registra anualmente 211 días grado y 1.909 horas de frío acumuladas hasta el 31 de julio. La precipitación media anual es de 61 mm y un período seco de 12 meses, con un déficit hídrico de 1.798 mm/año. El período húmedo dura 0 meses durante los cuales se produce un excedente hídrico de 0 mm.

Diagrama Walter Lieth para la ciudad de Taltal.

Los diagramas Walter Lieth muestran con un área azul los periodos en que las precipitaciones sobrepasan la cantidad de agua que el calor del sol evapora en el mismo lapso de tiempo, (un promedio de 10 °C mensuales evaporan 20 mm de agua caída) dejando un clima húmedo. Por el contrario, las zonas amarillas indican que durante ese tiempo el agua caída puede ser evaporada por el calor del sol.

## Actividades económicas
- Observatorio Paranal ubicado 80 km al norte de Taltal.

Esquema del funcionamiento de la mina Escondida. Fuente: Dafne Celis Sepúlveda.

## Áreas bajo protección oficial y conservación de la biodiversidad

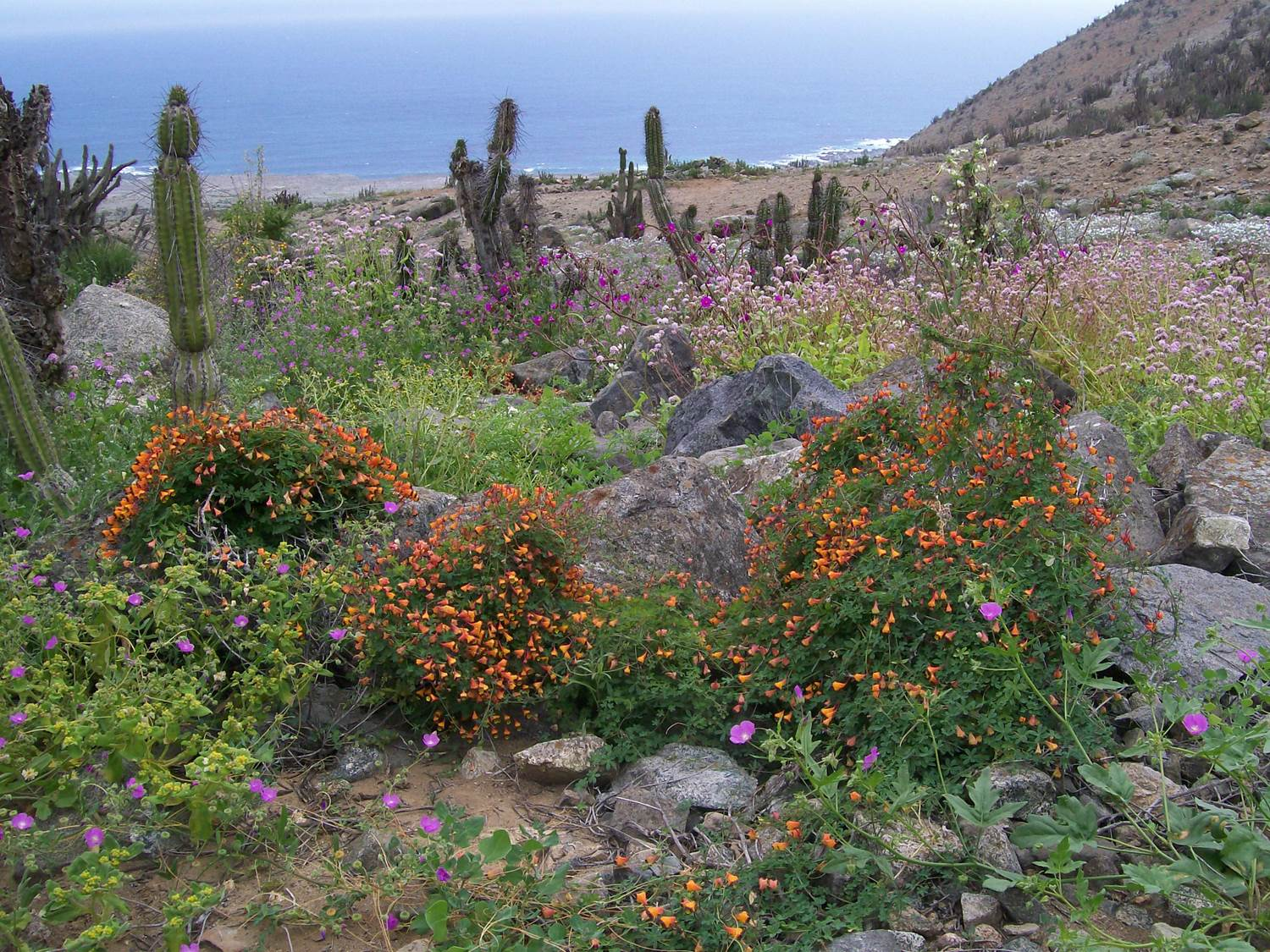
Flora de Paposo Norte, un área protegida en el ítem.

El sistema de información y monitoreo de biodiversidad del Ministerio del Medio Ambiente de Chile señala tres áreas protegidas para esta zona:
- Parque nacional Llullaillaco, solo tangencialmente con 0,042% del área del parque en las cuencas;
- Parque Nacional Pan de Azúcar, con 25,22% del parque en las cuencas;
- Monumento natural Paposo Norte, (Reserva Natural de Paposo) con casi la totalidad (99,818%) incluido en las cuencas.